# Calgary Indoor 1974
Il Calgary Indoor 1974 è stato un torneo di tennis giocato sul sintetico indoor. È stata la 2ª edizione del torneo, che fa parte del Commercial Union Assurance Grand Prix 1974. Si è giocato a Calgary in Canada, dall'11 al 17 marzo 1974.

## Campioni

### Singolare
Karl Meiler ha battuto in finale  Byron Bertram con il punteggio di 6–4 3–6 6–3

### Doppio
Jürgen Fassbender /  Karl Meiler hanno battuto in finale  Iván Molina /  Jairo Velasco, Sr. con il punteggio di 6–4, 6–4